# National Labour Organisation
Die National Labour Organisation, auch einfach National Labour genannt, wurde 1931 von den Anhängern des National Government in Großbritannien gegründet, die deshalb von der Labour Party ausgeschlossen wurden. Ihre Vorsitzenden waren Ramsay MacDonald (1931–1937) und sein Sohn Malcolm MacDonald (1937–1945).
Das prominenteste Mitglied war der Premierminister des Vereinigten Königreichs Ramsay MacDonald. National Labour förderte Parlamentskandidaten und stellte diese auf, betrachtete sich jedoch nicht als politische Partei, da sie kein Wahlprogramm aufstellte oder politische Forderungen formulierte, sondern ausschließlich die Politik des National Governments unterstützte, der sie angehörte.
Nach dem Tod von Ramsay MacDonald bestand die Gruppe unter seinem Sohn Malcolm weiter, bis sie kurz vor der Parlamentswahl 1945 nach dem Krieg aufgelöst wurde. Auch die Zeitung der Organisation wurde zwei Jahre später nicht mehr veröffentlicht.

## Gründung
Zum zweiten Mal in der Geschichte des Vereinigten Königreichs konnte die Labour Party nach der Parlamentswahl 1929 unter Ramsay MacDonald die Regierung stellen. Zwar hatte sie weiterhin keine absolute Mehrheit, doch war sie zum ersten Mal bei einer Wahl stärkste Partei geworden und konnte erneut, wie bereits 1923, mit Hilfe der Liberal Party regieren. Bereits kurz nach Amtsantritt der Regierung ereignete sich am 24. Oktober 1929 ein Börsencrash in New York der in der Folge zu der Weltwirtschaftskrise führte. Die Regierung versuchte der Massenarbeitslosigkeit durch neue Sozialhilfen und Arbeitsbeschaffungsmaßnahmen entgegenzuwirken, die aber den Haushalt zunehmend belasteten.
1931 verschlechterte sich die Lage der britischen Wirtschaft und damit auch des Staatshaushalts weiter. Der Druck von Ökonomen und der Presse nahm zu, die Staatsausgaben drastisch zu senken, also auch Renten und Arbeitslosengeld. MacDonald und Schatzkanzler Philip Snowden unterstützten diese Maßnahmen, die sie für notwendig hielten, um den defizitären Haushalt auszugleichen und um einen Run auf das Pfund zu vermeiden. Der Rest des Kabinetts, fast die gesamte Labour Party und die Gewerkschaften waren jedoch strikt dagegen. Ohne Absprache mit seinen Parteifreunden gab MacDonald dann am 23. August 1931 seinen Regierungsauftrag zurück und erhielt einen neuen zur Bildung eines National Government unter Einbeziehung der Konservativen und der Liberalen.
Daraufhin wurden MacDonald, Snowden und die beiden anderen Minister in dem Ersten National Government, John Sankey und James Henry Thomas, aus der Labour Party ausgeschlossen. Zu MacDonalds Enttäuschung schlossen sich nur 11 weitere Labour-Mitglieder des House of Commons seiner Sache an, so dass er nur 15 Unterstützer aus der Labour Party auf seiner Seite hatte.

## Mandate
| Wahl      | Mandate  |
| --------- | -------- |
| Wahl 1931 | 13 / 615 |
| Wahl 1935 | 8 / 615  |